# Helleborus dumetorum
Helleborus dumetorum är en ranunkelväxtart. Helleborus dumetorum ingår i släktet julrosor, och familjen ranunkelväxter.

## Underarter
Arten delas in i följande underarter:
- H. d. atrorubens
- H. d. dumetorum
- H. d. illyricus

## Bildgalleri

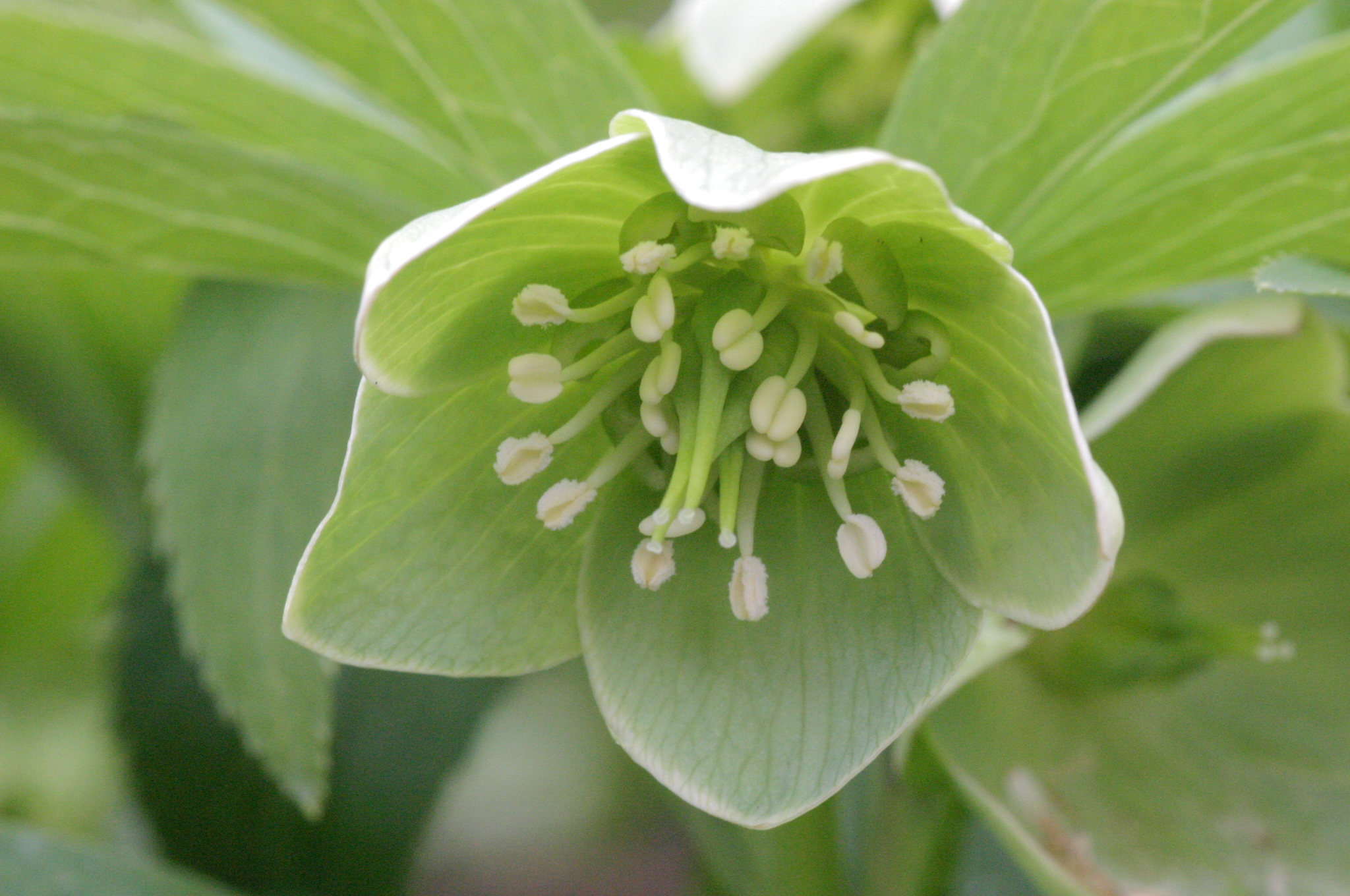
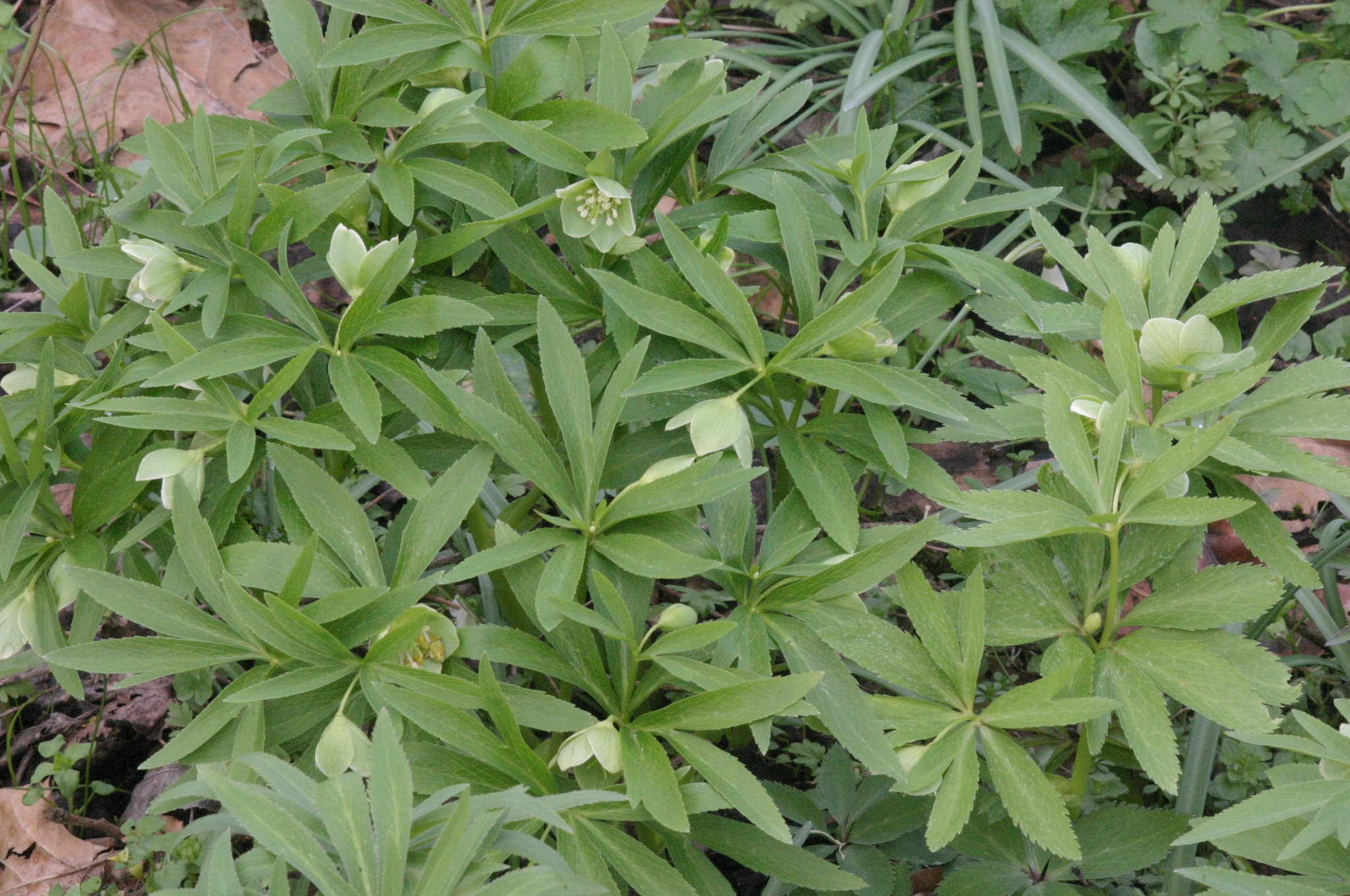
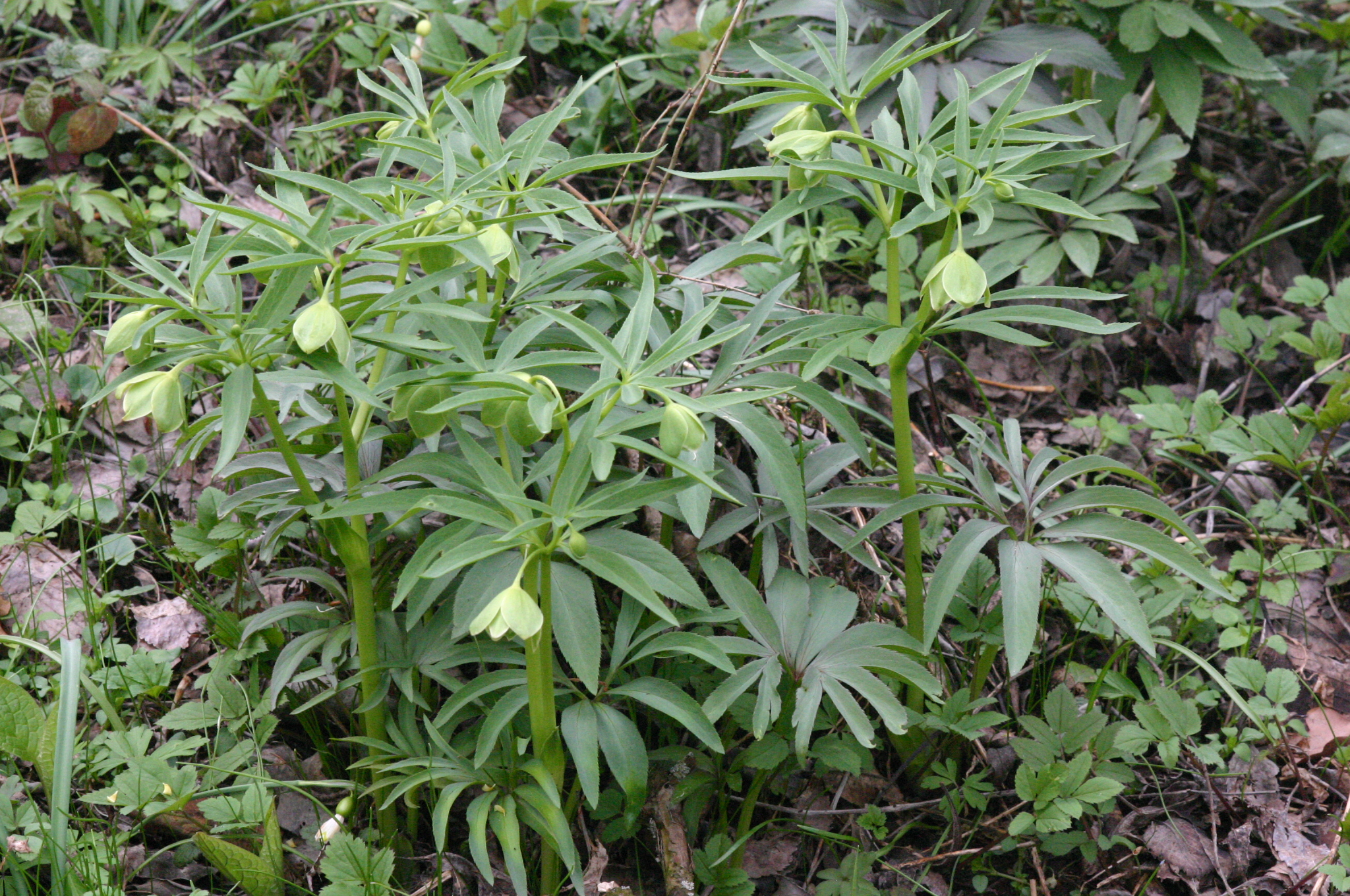
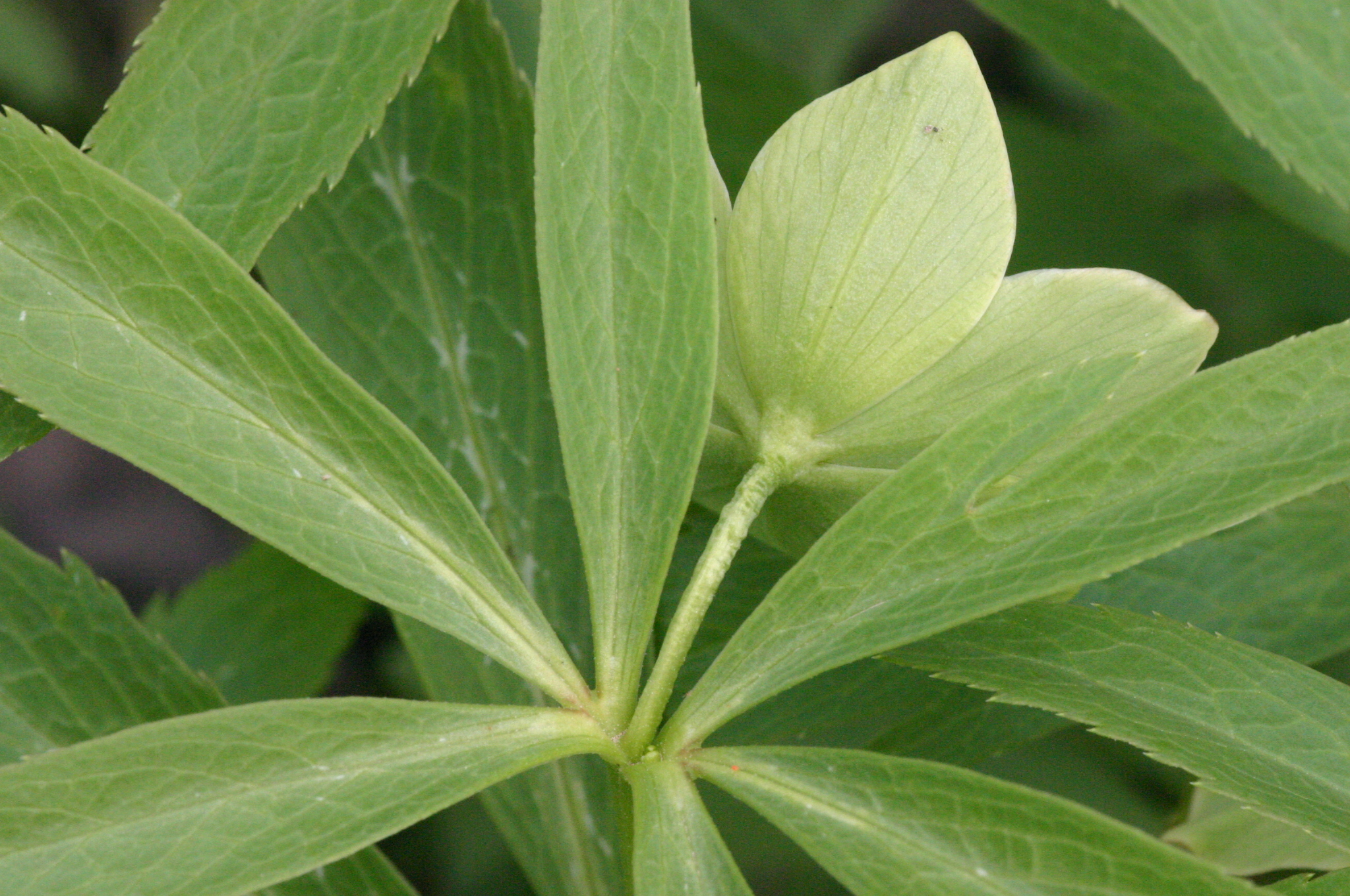